# 木里木蓝
木里木蓝（学名：Indigofera mulinnensis）为豆科木蓝属下的一个种。

## 扩展阅读
- 維基物種上的相關：木里木蓝